# Якобсон, Гун
Гун Элисабет Якобсон, урождённая Бострём (швед. Gun Elisabeth Jacobson; 21 июня 1930, Сундсвалль — 15 апреля 1996) — шведская писательница, автор молодёжных романов.

## Биография и творчество
Гун Бострём родилась в 1930 году в Сундсвалле. Её родителями были Андерс Бострём, мясник, и Элисабет Вермелин, продавщица. Окончив школу в 1949 году, Гун получила профессию школьного учителя и работала по специальности с 1951 по 1968 год. В 1952 году она вышла замуж за Кнута Якобсона, в браке с которым у неё родилось трое детей.
В 1966 году был издан первый роман Гун Якобсон, «Fel spår». Он представляет собой реалистичное повествование о подростках, прогуливающих школу и промышляющих мелким воровством. Переломный момент наступает, когда члены компании ловят крупного вора и осознают, что их собственный образ жизни был не менее предосудительным. В книге 1973 года, «Hela långa dagen», также речь идёт о «трудных» подростках, однако писательница относится к своим героям с симпатией и критикует в первую очередь безответственных взрослых, предоставивших их самим себе.
Самым известным произведением Гун Якобсон является книга «Peters baby» (1971), представляющая собой первую часть трилогии о Петере. В 16 лет он становится отцом и, после того как мать ребёнка бросает его и уезжает в Стокгольм, самостоятельно растит дочь. Взяв на себя ответственность за малышку, Петер меняется, взрослеет и в конце концов официальные лица, не верящие, что он способен воспитать ребёнка, убеждаются, что Петер — настоящий отец, заботливый и любящий. В 1975 году была опубликована вторая часть трилогии, «Tjejer, Peter!», а в 1976 — третья, «Peter och Lena», однако они имели меньший успех.
Герои большинства произведений Гун Якобсон — мужчины, однако её также интересовали проблемы роли и статуса женщин в обществе, что нашло отражение в романе 1979 года, «En tjej vid ratten». Главная героиня — Карина — водитель грузовика. Якобсон подробно описывает её «мужскую» работу (для написания книги она общалась с реальными женщинами — водителями грузовиков). В 1978 году Якобсон написала фантастический роман «Salamander», однако негативные отзывы критики заставили её вернуться к прежнему реалистическому стилю.
Гун Якобсон умерла в 1996 году.